# Comunicació escrita
La comunicació escrita traspassa els límits de l'espai i el temps, la interacció no és immediata, o no es produïx mai, perquè no està present el receptor, les paraules estan soles en el text perquè el que escriu no sap qui llegirà el text, la seva estructura sintàctica és complexa i posseïx major riquesa lèxica i precisió.
La primera escriptura va ser la pictogràfica amb símbols que representaven objectes. Posteriorment es van desenvolupar elements ideogràfics.

## La comunicació escrita
La composició com a part de la comunicació escrita duu molta creativitat i sensibilitat en els seus textos, ja que és l'expressió d'un treball per un individu per a demostrar el seu maneig de l'idioma i el tema. Amb aquesta s'intenta assolir que els estudiants desenvolupin la imaginació i creativitat. Les seves característiques són: narració, reelaboració d'accions, creativitat, subjectivitat, interpretació, emotivitat, estil personal, intencionalitat d'entendre. Últimament s'ha deixat enrere la tendència de l'anàlisi i la lògica per mitjà dels treballs escrits en els col·legis d'educació secundària i ho han reemplaçat per altres mètodes com la matemàtica. Encara que tinguin la mateixa finalitat, en aquest cas la metodologia escrita els ajuda més a desenvolupar millor el llenguatge.
En una narració l'emissor relata fets passats, aquesta algunes vegades es veu afectada, ja que se sol utilitzar la subjectivitat i això distorsiona la realitat dels fets, en ser percebuda d'una forma personal, i ser contada des d'aquest punt de vista pot tenir incongruències amb el veritable fet.

## La composició
En una composició cada emissor pot reelaborar el relat com prefereixi, aquest és personal així que no hi ha un procés determinat per a fer-lo, així si hi ha diverses persones involucrades en un fet, es veuran diversos relats, tots diferents uns dels altres, però amb la mateixa finalitat, ja que cada individu comença per la part que prefereix i així successivament va contant tot la història.
La creativitat és molt important, perquè d'aquesta depèn que el relat sigui entretingut i emboliqui als receptors, en el cas dels relats escrits d'aquesta depèn que els lectors s'asseuen atrets i no li perdin l'interès d'un moment a un altre, per aquestes raons és important manejar correctament l'estratègia literària, com organitzar l'oració de diferents maneres, sense que perdi el sentit per a produir diferents efectes. L'escrita es va fer possible gràcies a la invenció del paper per Gutemberg.

## Diferències entre els tipus de comunicació escrita
En conclusió i a manera de resum podem dir que existeix bastants diferències entre els dos tipus de comunicació escrita: la composició i la redacció. Es tendeix molt a confondre els dos tipus de comunicació però cal comprendre bé quines són les seves característiques per a assolir l'objectiu buscat i no incloure a l'hora d'escriure els elements estructurals i gramaticals d'un en l'altre.
La comunicació és quan dos individus participen d'un procés en el qual es transmeten idees. Aquests dos individus, l'emissor i el receptor, amb pensaments totalment diferents, tracten d'exposar idees o parlar de les mateixes, sense deixar fora de context la idea inicial. Ací pot variar molt qui és l'emissor, ja que també és receptor al mateix temps. Algunes vegades es presenten problemes de comunicació tals com que l'emissor no accepta opinions sobre el seu missatge. També l'emissor algunes voltes passa per alt que el o els receptors desconeixen la informació que se'ls és donada i aquí hi ha una ruptura en la comunicació, ja que el missatge no pot arribar apropiadament. Perquè la comunicació sigui correcta l'emissor ha de brindar la informació completa, perquè el missatge no tendeixca a avorrir o ser ignorat pel receptor.
L'assumpte que es pretén exposar o demostrar s'ha d'analitzar per a situar que és el primer que volem donar en el missatge, cal aprofundir en el tema i la problemàtica, tot això en funció del missatge i així consecutivament fins a formar un ordre adequat de les paraules i oracions per a donar idees clares i concises. És important aquesta anàlisi perquè els nostres receptors entenguin clarament el que els volem donar a entendre. En la comunicació escrita existeix una diferència marcada quant a que no necessites comunicar el que s'ha llegit immediatament a algú, no existeix un límit de temps sinó que pot perdurar per temps i així algú més després ho podrà llegir. La comunicació escrita amplia i engrandeix les possibilitats d'expressió que permet la comunicació oral, ja que a través de la llengua escrita es transmeten realitats i sentiments perquè perdurin en el temps.